# Château de Saru
Le Château de Saru est un château de la ville de Semnan, en Iran, construit par les Pichdadiens,.